# برنامج حواري ساهر

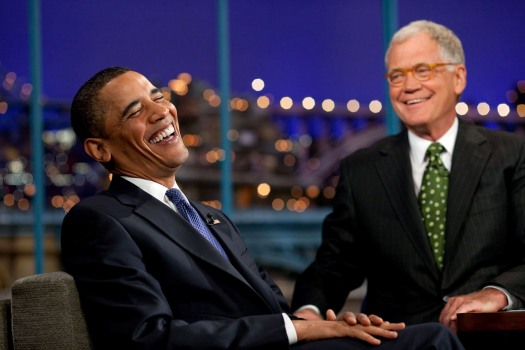
البرامج الحوارية الساهرة عادة تتضمن مقابلات مع متحدثين ضيوف. هنا، باراك أوباما يستضيفه ديفيد ليترمان

البرنامج الحواري الساهر نوع من البرامج الحوارية ذو شعبية في الولايات المتحدة حيث نشأ. يتمحور عامة حول مونولوجات فكاهية عن الأخبار ومقابلات مع ضيوف ومشاهد فكاهية قصيرة وعروض موسيقية. وجوني كارسون، مع أنه لم يخترع المرنامج الحواري الساهر، إلا أنه أعطاه شعبية بفضل برنامجه «ذا تونايت شو» على قناة أن بي سي. عادة، مضيف البرنامج يعقد مقابلات من وراء مكتب بينما يجلس الضيف على أريكة. الكثير من البرامج الحوارية الساهرة لها فرقة خاصة بها عامة تعزف أغاني مقلدة للجمهور الاستوديو خلال فواصل الإعلانات التجارية وأحيانا تدعم ضيف موسيقي.